# Sarah Harding
Sarah Nicole Hardman (Ascot, Berkshire, Inglaterra; 17 de noviembre en 1981-Reino Unido; 5 de septiembre de 2021), conocida profesionalmente como Sarah Harding, fue una cantante, escritora, actriz y modelo británica, la cual saltó a la fama al participar en el reality show de ITV, “Popstars: The Rivals”, consiguiendo un puesto en la banda pop Girls Aloud. Esta se convirtió en una de las pocas bandas salidas de un reality en alcanzar un éxito continuo. Con Girls Aloud, Harding consiguió materializar veinte top 10 consecutivos en la lista de ventas británica (incluyendo cuatro números 1) y dos álbumes que también obtuvieron la máxima posición en dicha lista; además, el grupo fue nominado en cuatro ocasiones a los Brit Awards, ganando uno como “mejor sencillo de 2009” con “The Promise”.

## Biografía

### 1981–2002: Primeros años
Nació en Ascot (Berkshire), aunque se crio junto a sus dos medio hermanos en Staines (Surrey), y posteriormente en Stockport (Gran Mánchester). Creció en un ambiente musical. Atribuyó sus “genes musicales” a su padre, el músico John Adam Hardman, quien la llevó a su estudio por primera vez a una temprana edad. Asistió al Hazel Grove High School desde 1993 hasta 1998, y luego asistió a la universidad Stockport donde estudió belleza y peluquería. Cuando tenía 15 años, su padre abandonó a su madre y luego se divorciaron. Desde entonces, Harding ha tenido poco contacto con su padre.
Luego trabajó como parte de un grupo de promociones para 2 clubs nocturnos en “The Grand Central Leisure Park” ubicado en Stockport. También trabajó como mesera en Pizza Hut, manejando una camioneta, como cobradora de deudas y atendiendo llamadas en BT. Viajó al noroeste de Inglaterra para presentarse en bares, clubs sociales, y parques de caravanas para generar su propio sustento. A mediados de 2002 se presentó a los castings de dos reality show, siendo el primero Popstars: The Rivals, de la cadena inglesa ITV1, y el segundo de la cadena BBC, Fame Academy, pero al ser aceptada en la primera, abandonó la idea de participar en Fame Academy.
También logró ingresar en la revista FHM en un concurso de belleza High Street Honeys 2002, donde sus fotos aparecieron en el primer top 100, pero posterior se retiró tras alcanzar el éxito en Popstars. Un año después, fue elegida por los lectores como una de las 30 mujeres más sexys en el mundo. En 2005 entró al mismo top 100 en la posición número 8, cayendo a la posición 15 en el 2006, posición 17 en 2007, posición 36 en 2008 y finalmente posición 87 en 2009.

### 2002– Popstars: The Rivals y Girls Aloud
Harding audicionó con la canción Last Thing On My Mind de la banda Steps para el reality show en 2002. Este programa era la segunda versión británica de la franquicia Popstars. Vería la creación de dos grupos rivales, una banda masculina y otra femenina, cada una conformada por 5 miembros, los cuales competirían entre ellos para ocupar el primer puesto en la tabla de sencillos navideños de Reino Unido. Miles de concursantes asistieron a las audiciones en varias partes del país con la esperanza de ser seleccionados. 10 mujeres y 10 hombres fueron escogidos como finalistas por los jurados Louis Walsh, Pete Waterman, y la exSpice Girls, Geri Halliwell. Dichos finalistas tomaron el escenario los sábados por la noche (alternando semanalmente entre mujeres y hombres). Cada semana el concursante con la menor cantidad de votos telefónicos era eliminado, hasta que al final los grupos finalistas se completaban.

#### Pop stars the rivals: Presentaciones
| Presentación | Canción                | Resultados            |
| ------------ | ---------------------- | --------------------- |
| Audición     | Last Thing On My Mind  |                       |
| Semana 2     | Build Me Up Buttercup  | Salvada               |
| Semana 4     | Anyone Who Had a Heart | Salvada               |
| Semana 6     | I'll Be There          | Salvada               |
| Semana 9     | Holding Out for a Hero | Últimas dos/Clasifica |

Girls Aloud se formó el 30 de noviembre de 2002, frente a millones de televidentes en el programa. Los nombres de las integrantes fueron anunciados por orden por Davina McCall. Empezando con Cheryl Cole, Nicola Roberts, Nadine Coyle, Kimberley Walsh y por último Harding, quien dejó fuera a la favorita de muchos, Javine Hylton.
Luego de hacerse un lugar en el grupo, el reto de Harding y las otras era conseguir el puesto más alto en las listas navideñas británicas con el sencillo debut de Girls Aloud, Sound of the Underground, producido por Brian Higgins y Xenomania. La canción logró 4 semanas consecutivas el primer puesto. Esto le otorgó a Girls Aloud el triunfo en el reality, quedando por encima de la banda masculina One True Voice. En marzo de 2003 el sencillo le dio a la banda platino certificado.

### 2003–2008:Girls Aloud Era

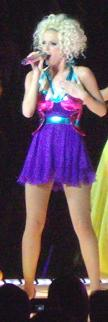
Sarah Harding cantando con Girls Aloud en O2 arena en Londres (2008)

Girls Aloud durante sus primeros 7 años la banda ha ganado innumerables reconocimientos, sobre todo en el Reino Unido. Ha sido la banda femenina con más éxito hasta la fecha, además de estar en el Libro Guinness de los récords por ser la banda salida de un reality que más ha durado.
Como miembro de Girls Aloud, Harding ha coescrito dos canciones, una de ellas es “Hear me out”.
Además la banda ha publicado veinte sencillos consecutivos alcanzando el top 100 (incluyendo cuatro números uno), cinco discos de platino y ventas que ascienden a más de 8 millones de unidades en el Reino Unido. Han sido nominadas a los BRIT Awards, ganando en 2009 el premio a "Mejor Single del Año" por "The Promise". A fines de 2009 el grupo anunció que se separarían temporalmente para no desgastar la imagen del grupo y también para poder dar paso a sus respectivas carreras solistas.

### 2010–2020: Carrera en solitario
En 2010, salieron rumores acerca de Sarah diciendo que abandonaría Girls Aloud para seguir una carrera como solista, un rumor que ella misma negó más tarde. Luego, en marzo de 2010, anunció que estaba pensando en su álbum solista, mencionado a Lady Gaga como su más grande influencia e inspiración. Dicho álbum se supone habría salido a la venta a finales de 2010, pero esto nunca pasó. En una entrevista para “The Daily Mirror”, declaró: «Espero tener la libertad de hacer las cosas a mi modo. En la banda todas teníamos algo que decir pero teníamos que comprometernos. Ahora puedo hacer exactamente lo que yo quiero.» Harding grabó 3 canciones como solista para la banda sonora de St. Trinian’s 2, titulados “Too Bad”, “Make it easy” y “Boys Keep Swinging”. También colaboró con la banda synthpop londinense, Filthy Dukes, en una canción para la banda sonora principal de la película Wild Child. La canción que grabó en agosto de 2008 fue titulada "Real Wild Child" Sarah se negó a revelar en lo que se encontraba trabajando, sin embargo afirmó: “No puedo decirles por qué aún, lo siento, pero estoy muy emocionada acerca de esto”. A finales del 2010 fue invitada a participar en la canción "2Gether" de Roger Sánchez & Far East Movement ft. Kanobby, además de aparecer en fragmentos del video musical.

## Otros trabajos
Harding ha modelado para Ultimo y ganado £100,000. Ha aparecido en publicidad para Sunsilk y Coca Cola Zero. Además, en 2010 puso en marcha un club nocturno llamado Kanaloa.

### Carrera como actriz y televisión
Harding hizo su primera aparición cinematográfica en St. Trinian’s en 2007, donde interpretó el papel de una estudiante miembro de una banda junto con las demás miembros de Girls Aloud. En 2008 formó parte en un proyecto de actuación en la película Bad Day. Interpretó el papel de una chica llamada Jade Jennings. El film es también protagonizado por Donna Air y Claire Goose. En 2009, apareció en el programa de televisión FreeFall donde interpretó a un personaje llamado Sam, ese mismo año participio en película St. Trinians’s 2 The Legend of Fritton’s Gold donde interpretó a una nueva alumna llamada Roxy y apareció en el programa de MTV, “Sarah Harding en 24 Horas”. Para promocionar dicho programa asistió como invitada en Radio Uno con Chris Moyles.
En 2011, filmó Run For Your Wife en donde interpreta una de las esposas del personaje principal, John Smith. El film fue planeado ser estrenado en la primavera de 2012.

## Vida personal y fallecimiento
Harding se comprometió con el DJ Tom Crane en 2011. También mantuvo una relación de dos años con el DJ Mark Foster desde finales de 2012 hasta finales de 2014.
En octubre de 2011, Harding entró en rehabilitación en Sudáfrica, citando la dependencia alcohólica y la depresión como razones de su ingreso. Desde entonces no ha parado de beber alcohol por completo pero "lo puso bajo control".
El 26 de agosto de 2020, Harding declaró que había sido diagnosticada con cáncer de mama que había avanzado a otras partes de su cuerpo. En marzo de 2021 declaró que el cáncer era terminal. Falleció el 5 de septiembre debido a la enfermedad que padecía; su madre publicó un comunicado a través de Instagram explicando que la cantante pasó sus últimas horas con su familia en su residencia.

## Filmografía
| Año  | Título                                         | Cine/TV | Papel                | Notas                 |
| ---- | ---------------------------------------------- | ------- | -------------------- | --------------------- |
| 2002 | Popstars The Rivals                            | TV      | Ella misma.          | Ganadora.             |
| 2007 | St Trinian's                                   | Cine    | Miembro de la banda. | Cameo.                |
| 2008 | Bad Day                                        | Cine.   | Jade Jennings.       | Personaje secundario. |
| 2009 | Freefall                                       | TV      | Sam.                 | Personaje secundario. |
| 2009 | St. Trinian's II: The Legend of Fritton's Gold | Cine    | Roxy.                | Personaje principal.  |
| 2012 | Run for Your Wife                              | Cine    | Stephanie Smith.     | Personaje secundario. |

## Discografía

### Discografía en Solitario
Sencillos
- «Threads»
- «Wear It Like A Crown»

| Otros - 2008- "Real Wild Child" ("Wild Child: The Movie Soundtrack Party Album') - 2009- "Too Bad" ("St Trinian's 2: The Legend Of Fritton's Gold - Original Soundtrack") - 2009- "Make It Easy" ("St Trinian's 2: The Legend Of Fritton's Gold - Original Soundtrack") - 2009- "Boys Keep Swinging" ("St Trinian's 2: The Legend Of Fritton's Gold - Original Soundtrack") Escritora de - "Hear Me Out" (What Will the Neighbours Say? album track) - "Why Do It?" (B-side to "I Think We're Alone Now") |